# پارک جیبلی
پارک جیبلی (به ژاپنی: ジブリパーク, Jiburipāku)، یک شهر بازی در ناگاکوته، آیچی، استان آیچی، ژاپن است. این پارک در ۱ نوامبر ۲۰۲۲ افتتاح شد و دارای جاذبه‌هایی بر اساس چندین فیلم ساخته شده توسط استودیو جیبلی است. اولین بار در سال ۲۰۱۷ اعلام شد، با شروع ساخت و ساز در سال ۲۰۲۰، این پارک در محوطه پارک یادبود اکسپو ۲۰۰۵ واقع شده است. دسترسی به آن عمدتاً از طریق ایستگاه آیچیکیوهاکو-کینن-کوئن است که یک ایستگاه راه‌آهن در ورودی پارک است. پارکینگ خصوصی برای پارک وجود ندارد. این پارک پس از تکمیل کامل، ۷٫۱ هکتار (۱۸ جریب فرنگی) را پوشش خواهد داد.

## تاریخچه

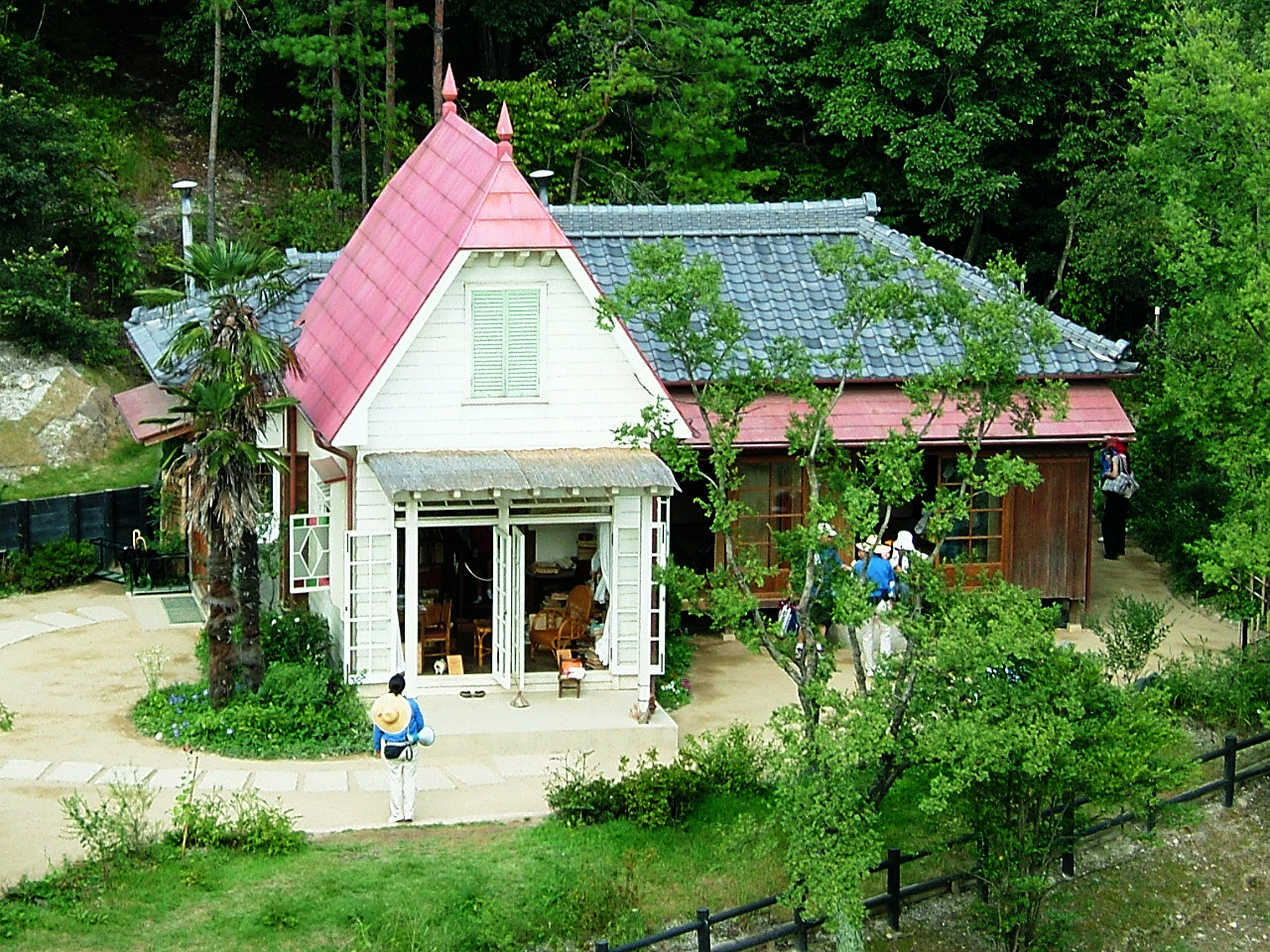
ماکت خانه به شکل همسایه من توتورو

برنامه‌های این پارک موضوعی اولین بار در سال ۲۰۱۷ توسط توشیو سوزوکی، تهیه‌کننده چندین فیلم استودیو جیبلی اعلام شد و گفت که این جاذبه قرار است در سال ۲۰۲۰ افتتاح شود. طبق اعلام اولیه، پارک به‌طور کامل بر روی دنیای «همسایه من توتورو» تمرکز خواهد کرد. مکان انتخاب شده، پارک اکسپو آیچی بود که میزبان اکسپو ۲۰۰۵ بود و قبلاً ماکتی از خانه شخصیت‌های اصلی «همسایه من توتورو» را در خود جای داده بود. این منطقه که به پارک موریکورو نیز معروف است، قبلاً برای میزبانی دو نمایشگاه استودیو انتخاب شده بود، اولین نمایشگاه در سال ۲۰۰۸ و دومین نمایشگاه در سال ۲۰۱۵.
در سال ۲۰۱۹، اطلاعات بیشتری در مورد وضعیت پارک موضوعی از جمله همکاری استودیو گیبلی با استان آیچی و روزنامه چون‌ایچی شینبون اعلام شد. برنامه‌های جدید شامل اضافه شدن چهار منطقه دیگر به پارک بر اساس فیلم‌های دیگر توسط استودیو بود و تاریخ افتتاحیه جدید اواخر سال ۲۰۲۲ تعیین شد. هایائو میازاکی، یکی از بنیانگذاران استودیو گیبلی، گفته می‌شود که در برنامه‌ریزی پارک شرکت می‌کند.
پسر هایائو، گورو میازاکی، مدیر و طراح اصلی پارک است.
در فوریه ۲۰۲۲، اعلام شد که پارک در ۱ نوامبر ۲۰۲۲ افتتاح می‌شود. در زمان افتتاح آن، سه مکان در دسترس بود: «انبار بزرگ جیبلی»، «تپه جوانی» و «جنگل دوندوکو».
فاز دوم ساخت و سازها که قرار است اواخر سال ۲۰۲۳ به پایان برسد، که «دره جادوگران» و «روستای مونونوکه» را به پارک اضافه می‌کند. در ژوئن ۲۰۲۲، اعلام شد که افتتاح منطقه دره جادوگران تا مارس ۲۰۲۴ به تعویق خواهد افتاد. همچنین اعلام شد که یک منطقه آزاد در کنار «روستای مونونوکه» وجود دارد که یک زمین بازی بر اساس «گربه برمی‌گردد در نظر گرفته شده که هر کسی بدون هزینه می‌تواند در آن بازی کند.

## زمینه‌های موضوعی
این پارک حول پنج منطقه موضوعی اصلی است که بر اساس فیلم‌های مختلف گیبلی ساخته شده‌اند و در محوطه و ساختمان‌های Expo 2005 واقع شده‌اند. این پنج منطقه عبارتند از: انبار بزرگ گیبلی، تپه جوانی، جنگل دوندوکو، روستای مونونوکه و دره جادوگران.

### انبار بزرگ جیبلی

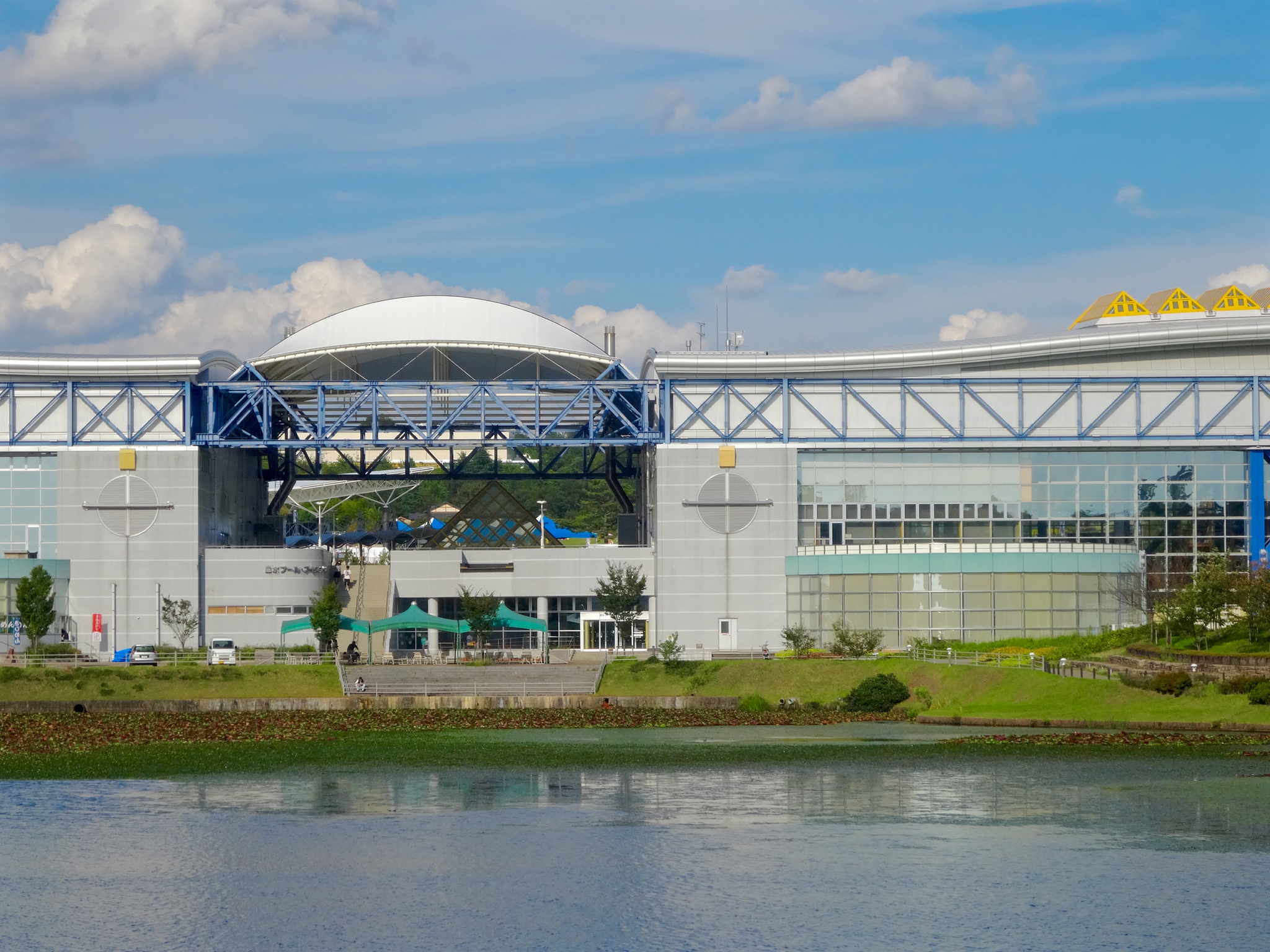
استخر آب گرم از Expo 2005 (محل انبار بزرگ جیبلی) که در سال ۲۰۱۵ دیده شد

انبار بزرگ جیبلی (ジブリの大倉庫) جایگزین استخر آب گرم شد که در سال ۲۰۱۸ بسته شد. ناوشکن هوایی جالوت، که ۶ متر طول دارد، و باغ‌های ویران شده از «لاپوتا قلعه‌ای در آسمان» در انبار بزرگ ظاهر می‌شوند. در داخل نمایشگاه‌های متعددی از جمله مجموعه‌ای طولانی از سرگرمی‌های صحنه از فیلم‌شناسی استودیو که برای فرصت‌های عکاسی طراحی شده‌اند، وجود دارد. در داخل سینما اوریون قرار دارد که فیلم‌های کوتاه را نشان می‌دهد که فقط در آنجا یا در توکیو، موزه گیبلی قابل تماشا هستند.

### تپه جوانی
Hill of Youth (青春の丘) عمدتاً بر اساس فیلم قلعه متحرک هاول، با یک برج دیده‌بانی به سبک دوره زمانی فیلم. این منطقه همچنین دارای "World Emporium" است که مغازه عتیقه فروشی از "Whisper of the Heart"،

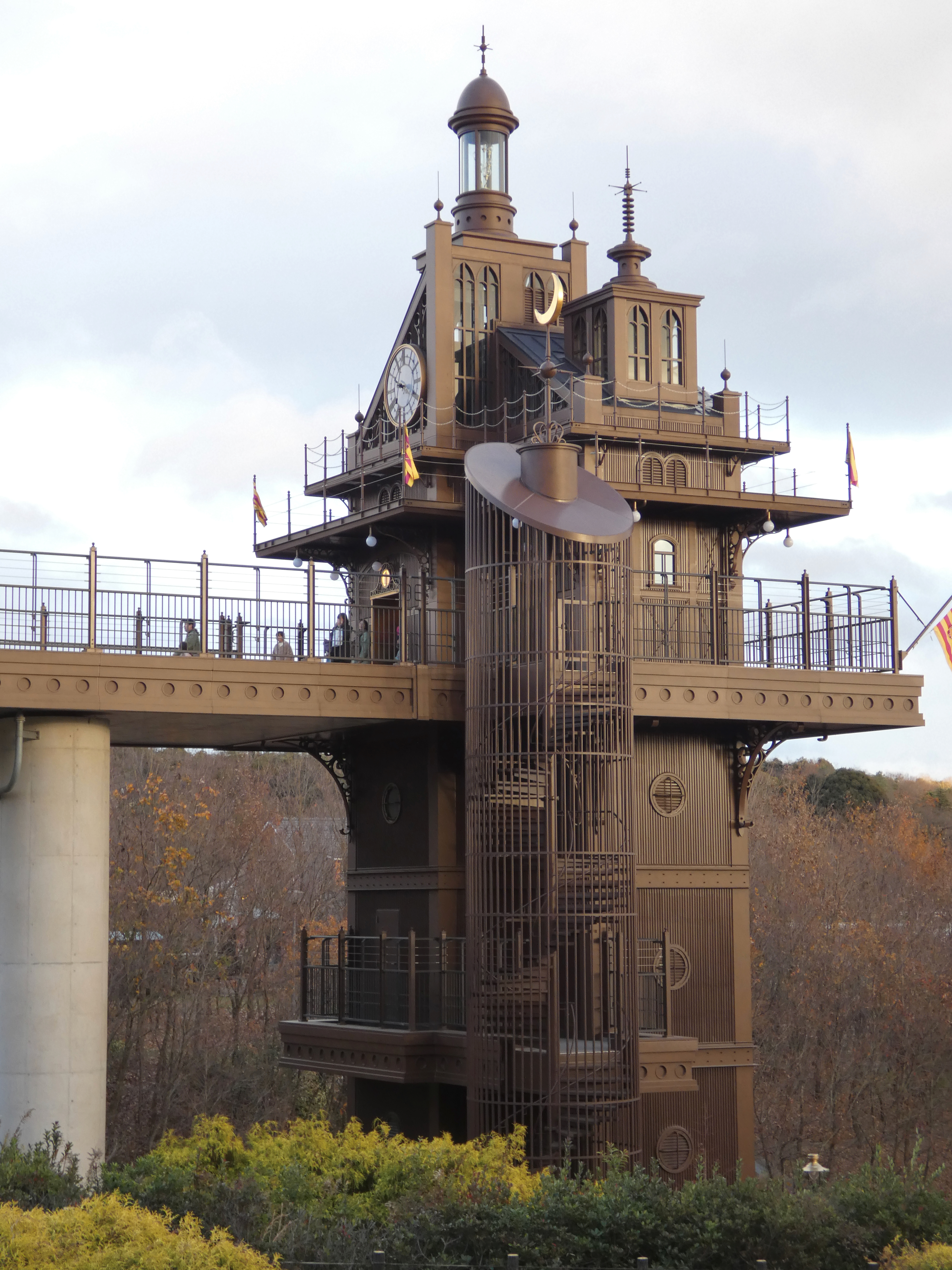
برج در تپه جوانی.

و همچنین "دفتر گربه" از "گربه بازگشت"، به عنوان یک ساختمان به اندازه گربه بازسازی شده است.

### جنگل دوندوکو

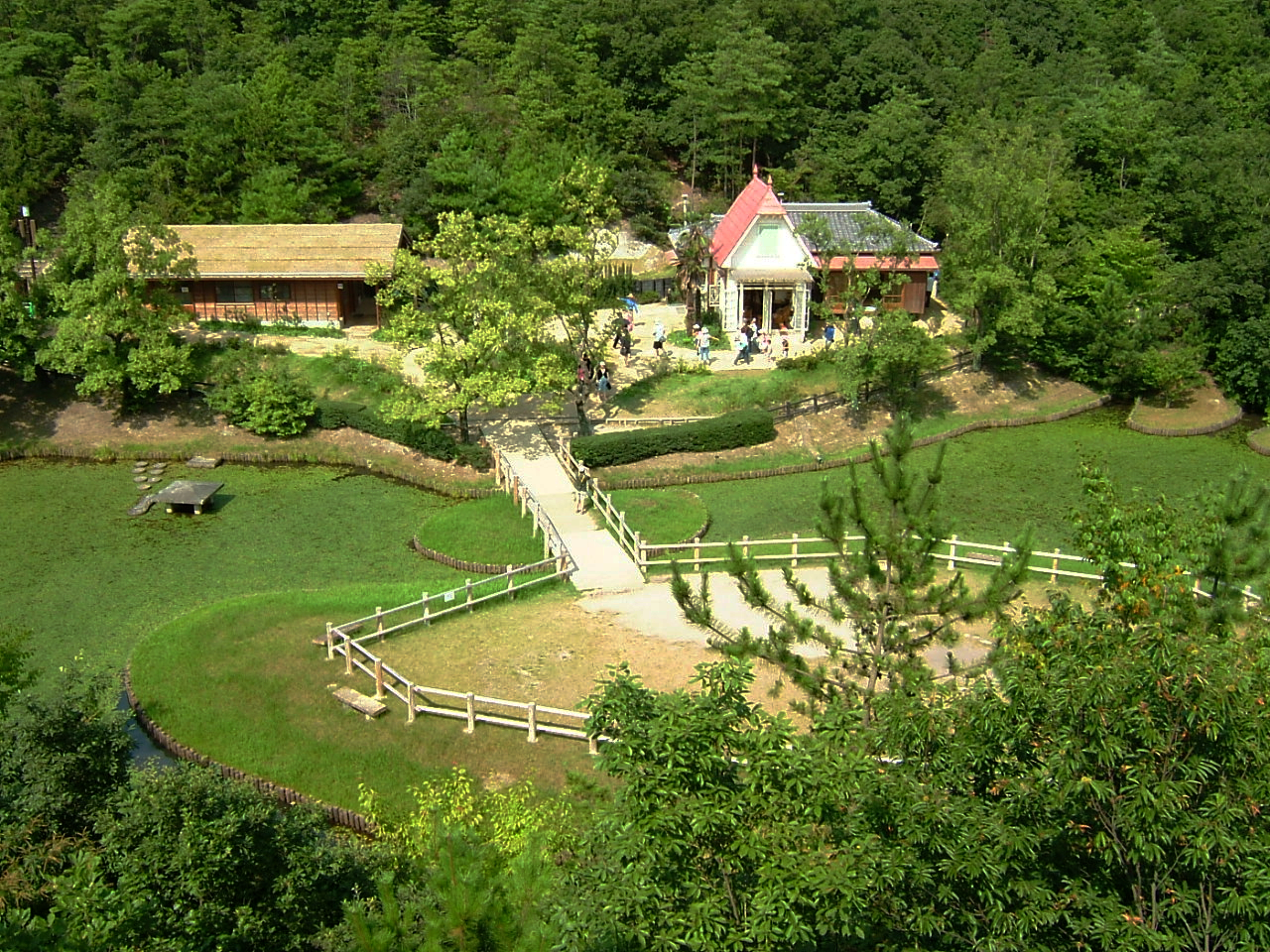
خانه کوزاکابه در سال ۲۰۰۵

جنگل دوندوکو (どんどこ森) محل خانه ساتسوکی و «می کوساکابه» از همسایه من توتورو، که قبلاً از اکسپو ۲۰۰۵ ساخته شده بود. این خانه در نوامبر ۲۰۲۱ برای کارهای بازسازی بسته شد و با بقیه پارک بازگشایی شد. نام این منطقه برگرفته از رقص «دوندوکو اودوری» است که توسط ساتسوکی، می و توتورو در صحنه‌ای از فیلم اجرا می‌شود. همچنین یک زمین بازی چوبی در تپه پشت خانه وجود دارد، که در وب سایت پارک ذکر شده است «دوندوکو-دو» در بالای تپه جنگلی که پشت ساتسوکی قرار دارد در انتظار شماست. و خانه می».

### روستای مونونوکه
روستای مونونوکه همان‌طور که از نامش پیداست نشان دهنده «شاهزاده مونونوکه» است.

### دره جادوگران
دره جادوگران از فیلم «سرویس تحویل کی‌کی» و زمین‌های بایر در «قلعه متحرک هاول (فیلم)» الهام گرفته شده است. این منطقه شامل رستوران‌ها و دو وسیله سواری کوچک برای کودکان می‌شود که شامل یک دوچرخه سواری جادویی با موضوع «لاپوتا قلعه‌ای در آسمان» و یک چرخ فلک با عناصر این سه فیلم به‌علاوه زامپرلا و شاهزاده مونونوکه